# Ніклас Вестерлунд
Ніклас Вестерлунд (дан. Niklas Vesterlund, нар. 6 червня 1999, Копенгаген, Данія) — данський футболіст, захисник норвезького клубу «Тромсе».

## Ігрова кар'єра

### Клубна
Ніклас Вестерлунд народився у Копенгагені і займатися футболом почав у клубі «Копенгаген». На початку 2019 року футболіст переїхав до Швеції, де приєднався до клубу «Треллеборг». У березні 2019 року він дебютував у новій команді у турнірі Супереттан.
У 2021 році футболіст на правах вільного агента перейшов до норвезького клубу «Тромсе». І у травні зіграв свій пергий матч у чемпіонаті Норвегії.

### Збірна
З 2016 по 2017 роки Ніклас Вестерлунд брав участь у матчах юнацьких збірних Данії. У 2016 році Вестерлунд провів два матчі у складі збірної Данії (U-17) на чемпіонаті Європи в Азербайджані.